# Historisk metode
Historisk metode er en disciplin i faget historie. Den kan i bredeste forstand defineres som ”en fremgangsmåde, man må anvende for at nå til en videnskabelig erkendelse af fortidens menneskeliv”. Det betyder, at historikeren må afdække det ’’historiesyn’’ og den historieforståelse, der er baggrunden for en tekst og dennes vurderinger. Historiesyn er i denne kontekst en specifik opfattelse af , at der findes drivende kræfter, som bestemmer økonomiske, politiske og sociale forandringer i samfundet i forskellige tidsaldre. En populær metafor er, at forskellige historiesyn er forskellige slags "briller", som anvendes i den historiske analyse. Historieforståelse er den indsigt i historiefagets metoder, som en historiker anvender til at kvalificere / begrunde sit historiesyn.
Der skelnes mellem tre hovedgrupper af historiesyn:
- Historiematerialistisk historiesyn (også kaldt Materialistisk historiesyn)
- Idealistisk historiesyn indebærer at man ser idéer, historiske personligheder samt ideologier, som de fremtrædende drivkræfter i historien. Dette syn kan ses som det materialistiske historiesyns modsætning da det fremhæver individers og idéers betydning, som drivkræfter frem for massernes levevilkår.
- Det religiøse/moralske historiesyn indebærer at man ser religion og morale, som grundsøjlerne i samtiden. Gør man som gud vil, så går det godt for en. Er man god og handler godt så går det godt for en.
- Determineret historiesyn betyder at man mener at udviklingen i historien er forudbestemt, determineret. [2]

## Udviklingen af historisk metode
Kildekritikken er den tidligste form for historisk metode og udgør stadig en hjørnesten i disciplinen. Kildekritikken er en betegnelse for undersøgelsen af ” hvor forfatteren til en tekst har den viden fra, han meddeler, fulgt op af en undersøgelse af, om hans meddelelse er troværdig’’. Analysen af kilden sættes herefter i forhold til den begivenhed eller det fænomen, forskeren ønsker at belyse. I de seneste 20 år er betegnelsen "kildeanalyse" hyppigere anvendt, idet det strengt taget ikke er kilden, men analysen af kilden og dens baggrund, der udsættes for kritik.
Studierne af historieskrivningens historie er en særlig vinkel indenfor historisk metode, som betegnes historiografi. I et historiografisk perspektiv var Leopold von Ranke den første historiker, der systematisk kategoriserede flere ophavspersoner ud fra deres position i forhold til begivenheden.  Ranke udviklede sine principper på baggrund af en kritik af Voltaire og filosoffen Immanuel Kant.
I Danmark var Kristian Erslev en pioner indenfor kildekritikken, ligesom han med sine ’’grundsætninger om slutninger fra tekster til virkeligheden’’ etablerede forståelsen af forskellen mellem forskning og fremstilling, som i et århundrede var grundlaget for praksis i historieforskningen i Danmark. 
På denne baggrund udvikledes forskellige ”skoler” indenfor historiefaget. Historismen har sit udgangspunkt i den første halvdel af 1800-tallet, fortrinsvis i det da nyoprettede universitet i Berlin i Preussen. Her var det personer såsom historikerne Leopold von Ranke og Barthold Georg Niebuhr, filosoffen Wilhelm von Humboldt, filologen August Boeckh og germanisten Jacob Grimm der stod som stifterne af denne retning inden for videnskabsteorien. Deres fælles standpunkt var en afstandtagen til den tidligere historiefilosofi, som fortrinsvis var blevet praktiseret af oplysningstidens historikere. Historicisme er en betegnelse for de historiefaglige tilgange, der anser historiske udviklinger som værende bundne af love eller som følger bestemte tendenser. Som konsekvens af denne opfattelse bliver det så forskningens opgave at finde ind til, hvad der kendetegner disse ”love”. Tilgangen var især udbredt i 1800-tallet og i første halvdel af 1900-tallet, hvorefter historikerne begyndte at finde flere og flere huller i denne forklaringsmetode. Historicismen, der er nomotetisk i sin orientering, bliver ofte anset for at være modpolen til historismen, der modsat er idiografisk i snit.
Karl Popper fik en stor betydning for metodediskussionen, da han lancerede sin teori om falsifikation. Hvor historikerne tidligere havde stræbt efter verificering af udsagn om historiske iagttagelser, var kriteriet for en videnskabelig teori for Popper derimod, at den skal kunne falsificeres, dvs. at den skal være formuleret således, at den kan modsiges af empiriske iagttagelser. Jo bedre teorien er, jo nemmere er den at modbevise. Det er fordi, at jo mere almen en teori er, jo mere forudsiger den. Således er Einsteins relativitetsteori en bedre teori end Newtons fysik, fordi den er mere almen og nemmere at falsificere.
I 1980’erne skabte den sproglige vending en ny debat om historiefagets mening. Hayden White påpegede således, at historien kun findes som tekster om begivenheder og deres årsager, men ikke ”i virkeligheden”. Niels Brimnæs ydede i en kronik  sit bidrag til debatten, som han betegnede som ’’den postmodernistiske udfordring: ”Tabet af de store fortællinger og tabet af den absolutte sandhed.” På denne baggrund opstod ’’historikerfejden’’, hvor den klassiske historieforståelse blev konfronteret med den postmodernistiske. Der var med Thomas Kuhns begrebsanvendelse tale om et paradigmeskift, som dog ikke er brudt endeligt igennem i fagkredse. Dog kan et nyt paradigme skimtes i den stigende interesse for ’’faktion’’, en historiefortællingsmetode, hvor fiktive personer involveres i virkelige begivenheder. Serien 1864 er et af mange eksempler på, at der indgår fiktive personer i en historisk fremstilling.

## Periodisering
I historiefaget er kronologi en vigtig fagdisciplin, der blandt andet benyttes til at inddele historiske forløb i perioder. Kriterierne for sådanne inddelinger er et væsentligt metodefelt. Den materialistiske indfaldsvinkel indebærer, at forskeren ser økonomiske og sociale forandringer som afgørende for historiens udvikling. Den ideografiske metode lægger vægt på af afklare afsenderens mening med sine udsagn.
Brud og kontinuitet er et almindeligt anvendt begrebspar i historiefaget, som bruges til at diskutere i hvilket omfang en historisk udvikling eller begivenhed repræsenterer en forandring (brud) eller om, at tingene forbliver uændrede i større eller mindre grad (kontinuitet).